# Acaciella durangensis
Acaciella durangensis là một loài thực vật có hoa trong họ Đậu. Loài này được Britton & Rose miêu tả khoa học đầu tiên năm 1928.